# 趙榮 (軍機章京)
趙榮（1785年—1829年），字伯期，號子啟，江蘇上海縣人。清朝官員。

## 生平
嘉慶二十二年（1817年）丁丑科二甲進士。與族弟趙柄同選翰林院庶吉士，散館改內閣中書。道光二年（1822年）九月，入直軍機處，任漢軍機章京。其祖父趙文哲、伯父趙秉淵都曾在軍機處任職，時有“三世軍機”之譽。道光六年（1826年）因母喪丁憂歸里，後卒於家。